# Рыбынок, Виктор Александрович
Виктор Александрович Рыбынок (5 января 1938, Медовое, Устиновский район — 17 марта 2022, Львов) — украинский советский промышленный деятель. Депутат Верховного Совета УССР 11-го созыва. Член ЦК КПУ в 1990—1991 гг. Доктор технических наук (1989), профессор (1991), академик Академии технологических наук Украины — председатель Львовского регионального отделения АТНУ.

## Биография
В 1955—1956 годах — рабочий предприятия в городе Запорожье.
В 1961 году окончил инженерно-механический факультет, а в 1968 году окончил радиотехнический факультет Запорожского машиностроительного института имени Чубаря.
В 1961—1978 годах — инженер-конструктор, старший инженер-технолог, начальник сектора, начальник отраслевой лаборатории, главный технолог, главный инженер завода в городе Севастополе.
Член КПСС с 1963 года.
В 1978—1981 годах — технический директор — 1-й заместитель генерального директора Львовского производственного объединения «Электрон».
В 1981—1991 годах — генеральный директор Львовского производственного объединения «Электрон».
С июня 1991 годах — президент Открытого акционерного общества «Концерн-Электрон», председатель совета ассоциации «Львивконтакт». Работал также техническим директором — 1-м заместителем генерального директора Львовского научно-производственного объединения «Электрон».
Председатель наблюдательного совета Частного акционерного общества «Концерн-Электрон» (корпорация «Электрон»). Президент объединения предпринимательских организаций Львовщины.

## Награды
- орден Октябрьской Революции (1986)
- орден Трудового Красного Знамени (1977)
- орден «За заслуги» 3-й ст. (1997)
- медали
- заслуженный машиностроитель Украины (2002)